# Burton (automerk)
Burton is een Nederlands automerk dat wordt gefabriceerd door garage en -importbedrijf Burton Car Company. Het bedrijf is gevestigd in Zutphen.
Als garage en -importeurbedrijf houdt zich bezig met alle Citroën A-typen en kitcars, het vervaardigd ook nieuwe onderdelen. Burton heeft, naar eigen zeggen, een van de grootste 2CV-werkplaatsen ter wereld. De verkoop van de Burton auto's en onderdelen zijn de belangrijkste activiteit van het bedrijf.
Het bedrijf levert zowel complete auto's als bouwpakketten, gebaseerd op een 2CV van het Franse automerk Citroën. Het bedrijf levert twee modellen: de Burton en een 2CV-pick-up. De carrosserie is in beide gevallen van polyester. Vaak wordt een oude 2CV gebruikt als basis. Het chassis wordt gebruikt voor het framenummer. Deze wordt in een nieuw chassis geslagen, waardoor de auto zijn donkerblauwe kentekenplaten en vrijstelling voor motorrijtuigenbelasting kan behouden. De motor en versnellingsbak kunnen vaak nog gereviseerd worden. Vaak is de rest van de auto onbruikbaar geworden met de tijd en wordt deze als schrootijzer gezien. Op het nieuwe chassis kan vervolgens een compleet gepersonaliseerde auto worden gebouwd met polyester platen.
In november 2022 werd Burton Car Company verkocht aan het Franse bedrijf 2CV Mehari Club Cassis.

## Geschiedenis

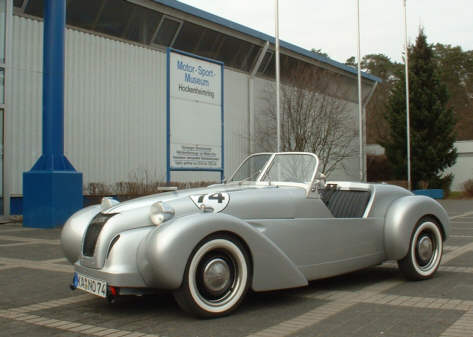
Een Burton in het Motorsport Museum Hockenheimring

De broers Dimitri en Iwan Göbel begonnen in 1993 via hun bedrijf Duck Hunt met het importeren van Lomax-auto's uit het Verenigd Koninkrijk. De Lomax is gebaseerd op een 2CV-chassis. In de loop der jaren maakten de broers wijzigingen aan het ontwerp om dit te verbeteren. Dimitri Göbel ontwierp in 1995 zelf een soort 2CV-pick-up, eveneens op basis van een Citroën 2CV.
In 1998 begon Göbel met het ontwerpen van een sportwagen met de codenaam "Hunter", gebaseerd op oude modellen van onder andere Bugatti, Jaguar, Talbot-Lago, Delahaye en Alfa Romeo. Op 9 februari 2000 werd dit nieuwe model geïntroduceerd onder de naam Burton. Het is daarmee geen replica, maar het toont wel veel gelijkenissen met de oude modellen. Tot 2007 waren er meer dan 750 exemplaren verkocht. In 2023 waren dit er 1400.
In 2019 werden Burton Car Company en zijn dochteronderneming 2CV Parts op de markt gebracht voor €5 milioen. In november 2022, werd het bedrijf overgenomen door het Franse 2CV Mehari Club Cassis, waarna het grotendeels onafhankelijk bleef opereren.